# Balkot (Bhaktapur)
Balkot (nepalski: बालकोट) – gaun wikas samiti w środkowej części Nepalu w strefie Bagmati w dystrykcie Bhaktapur. Według nepalskiego spisu powszechnego z 2001 roku liczył on 1411 gospodarstw domowych i 7454 mieszkańców (3699 kobiet i 3755 mężczyzn).